# Peter Vedel
Peter August Frederik Stoud Vedel (født Peter August Frederich Stoud Wedel) (født 10. december 1823 i København, død 4. februar 1911) var en dansk diplomat, dr.jur., gehejmelegationsråd og leder af Udenrigsministeriet fra 1858 til 1899.
Peter Vedel var søn af konferensråd Severin Henrich August Vedel (død 1881) og hustru Nicoline Johanne f. Haussen. Han blev student fra Borgerdydskolen 1840, cand.jur. 1846, modtog Københavns Universitets Guldmedalje 1847, var lektor ved Universitetet 1851 og senere professor juris. Han var departementschef i Udenrigsministeriet 1858 og direktør 1864-1899.
Han var også ekstraordinær assessor i Højesteret, medlem af bestyrelsen for Det Store Nordiske Telegrafselskab, Storkorsridder af Dannebrogordenen og Dannebrogsmand.
Peter Vedel udøvede som grå eminence for skiftende udenrigsministre en betydelig indflydelse på dansk udenrigspolitik. I hans embedsperiode faldt dels krigen i 1864, dels den vanskelige tid derefter, hvor Bismarck prægede udviklingen i Europa. Vedels overordnede mål for udenrigspolitikken var at holde Danmark på afstand af stormagtsgrupperinger, således at risikoen for indblanding i konflikter reduceredes mest muligt.
Han udgav forskellige monografier over fremragende diplomater i dansk tjeneste og J.H.E. Bernstorffs diplomatiske korrespondance og bidrog til Dansk Biografisk Lexikon
Gift 1. gang med Annette Eleonora V. (død 1857), datter af generalkrigskommissær Mourier-Petersen; 2. gang med Fanny Armida Vendela V. (11. april 1833 på Næsbyholm i Småland – 1912), datter af godsejer, Dr. phil. Clemens Hebbe og journalist og forfatter Wendela Hebbe. I sit andet ægteskab blev han far til Valdemar, Annette, Peter og Henrik Vedel.